# Sergio García de la Fuente
Sergio García de la Fuente (født 9. juni 1983 i Barcelona, Spanien) er en spansk fodboldspiller, der spiller som midtbanespiller eller alternativt angriber hos La Liga-klubben RCD Espanyol i sin fødeby. Han har spillet for klubben siden 2010. Tidligere har han spillet for FC Barcelona, Levante UD, Real Zaragoza og Real Betis.

## Landshold
Sergio García står (pr. august 2010) noteret for to kampe for Spaniens landshold, som han debuterede for den 31. maj 2008 i en venskabskamp mod Peru. Efterfølgende blev han af landstræner Luis Aragonés udtaget til EM i 2008. Her var han med til at sikre spanierne europamesterskabet, selvom han kun opnåede spilletid i gruppekampen mod Grækenland.

## Titler
EM
- 2008 med Spanien